# Xote
Xote ou xótis est un rythme musical binaire ou quaternaire et une danse de salon d'origine d'Europe centrale. D'origine allemande, le mot « xote » est dérivé de schottische, un mot allemand signifiant « écossais », en référence à la polka écossaise, la scottish telle que la connaissent les Allemands. Actuellement connue au Portugal sous le nom de « chotiça », la Schottische est importée au Brésil par José Maria Toussaint en 1851 et est devenue appréciée comme danse d'élite pendant la période du Second Règne. Puis, lorsque les esclaves noirs apprennent quelques pas de danse et y ajoutent leur manière particulière de ballet, la schottische devient populaire sous le nom de « xótis » ou simplement « xote ».

## Styles de danse
Quelques styles de xote :
- Xote-carreirinho : style courant au Paraná et au Rio Grande do Sul, avec une chorégraphie proche de celle de la polka dansée par les colons allemands au Brésil, et jouée traditionnellement avec des harmonicas.
- Xote-duas-damas : variante du xote, dansée du Rio Grande do Sul, dans laquelle le monsieur danse accompagné de deux dames.
- Xote-bragantino : style populaire au Pará, sa chorégraphie diffère grandement de l'originale.